# Kanchanaburi (tỉnh)
Kanchanaburi (tiếng Thái: กาญจนบุรี, phát âm [kāːn.t͡ɕā.ná(ʔ).bū.rīː], phiên âm: Can-cha-na-bu-ri) là tỉnh lớn nhất miền trung của Thái Lan. Các tỉnh lân cận (từ phía bắc theo chiều kim đồng hồ) là: Tak, Uthai Thani, Suphanburi, Nakhon Pathom và Ratchaburi. Phía tây tỉnh này giáp bang Kayin, bang Mon và vùng hành chính Tanintharyi của Myanmar.
Sử Việt thế kỷ 19 gọi địa danh này là Bắc Liệt, phiên âm từ Pakphraek.

## Tổng quan
Với diện tích 19.480km2, dân số 750.000.Kanchanaburi có thành phố thủ phủ là Kanchanaburi có dân số 54.000 người được vua King Rama I tạo dựng, và là tuyến phòng phủ đầu tiên trong chiến tranh chống lại sự xâm lăng của người Miến.
Là tỉnh rất ít du khách biết đến, tiềm năng du lịch tỉnh khá lớn, là nơi thích hợp du lịch sinh thái, văn hóa, và lịch sử.

## Các điểm tham quan du lịch
Kanchanaburi có 3 Bảo tàng Chiến tranh, 2 Nghĩa trang tù nhân chiến tranh, 1 Bảo tàng Quốc gia, 1 Công viên Lịch sử, suối nước nóng, Tuyến đường sắt Chết chóc (Death Railway), hàng loạt các thác nước, hang động, các vườn quốc gia và khu bảo tồn thiên nhiên, các đền thờ của người Thái và người Hoa, những cây cầu bằng gỗ trong rừng sâu, chênh vênh trên núi cao và cả cầu sắt bắc qua sông Kwai.
Nổi tiếng qua tiểu thuyết của Pierre Boulle và phim cùng tên của David Lean, cây cầu được xây dựng năm 1943, và bị ném bom nhiều lần bởi quân đội đồng minh năm 1945. Cây cầu hiện nay được xây dựng lại trên kết cấu cũ. Cây cầu là một phần nhỏ trong Tuyến đường sắt Chết chóc (Death Railway) bao gồm 688 cây cầu các loại và 415 km đường ray. Được xây dựng nhằm mục đích cung cấp người, lương thực và vũ khí cho quân đội Nhật Bản tại Miến Điện chiến đấu với quân đội Anh, tuyến đường sắt chạy từ Nong Pla Duk ở Rachaburi thuộc Thái Lan tới Tanbesusayud tại Miến Điện. Tuyến đường này được hoàn thành bởi 61.000 tù binh đồng minh và 250.000 nhân công người châu Á dưới sự giám sát chặt chẽ của lính gác Nhật Bản. Do địa hình hiểm trở, khí hậu khắc nghiệt, dịch bệnh và sự ngược đãi của quân đội Nhật và Triều Tiên, đã có 16.000 tù nhân chiến tranh và hơn 70.000 người châu Á chết dần chết mòn trong thời gian xây dựng tuyến đường.Di tích này hiện nay gồm có bảo tàng, vườn hoa, tuyến đường sắt phục dựng cho du khách tham quan, sông Kwai với du thuyền nhỏ để đến Namtok và có cả một nghĩa trang của những tù binh xấu đó là Nghĩa trang chiến tranh Don Rak: có gần 7.000 ngôi mộ tù binh đồng minh được chôn cất tại đây.
- Hellfire Pass Memorial: ngày nay trở thành đài tưởng niệm trong rừng, du khách được tham quan khu vực núi đá xẻ ngang bằng tay để xây dựng Death Railway do tù binh đồng minh lao động cực khổ. Họ bị buộc làm việc đến 18h/ngày, khẩu phần lương thực hạn hẹp, với vài chiếc cưa và búa, mọi việc hoàn toàn bằng tay, họ đã hoàn thành đường xẻ núi dài 73m, cao 25m sau 3 tháng trong năm 1943. Một đường xẻ núi khác dài 450m, sâu 8m cũng được hoàn thành trong năm 1943. Có ít nhất 63 tù nhân bị đánh cho tới chết và nhiều người khác chết do tiêu chảy, sốt rét, thương hàn trong quá trình làm đường xuyên núi.Địa điểm này trở thành nơi tham quan hấp dẫn nhất với phần đường hầm xuyên núi có phần nguyên vẹn.
- Thác Erawan

Cách thành phố thủ phủ Kanchanaburi khoảng 60 km, là điểm đến ưa thích của những người yêu thiên nhiên; thác nước Erawan có 7 tầng, và là một trong những thác nước đẹp nhất châu Á.Ngoài ra du khách có thể tham quan cả khu phức hợp sinh thái trong vườn quốc gia Erawan này.
- Thác Saiyok và thác Saiyok Noi

Người ta cũng gọi ngọn thác này là thác " Khao Chon " bởi màn nước mạnh đổ xuống sông Khwae Noi. Trong suốt mùa mưa, tốc độ dòng chảy mạnh hơn rất nhiều. Cách tốt nhất để ngắm được mặt trước của thác là chèo bè dọc trên sông Khwea Noi, ngọn thác này được người địa phương gọi là thác " Khao Phang ".Mặc dù chỉ là ngọn thác nhỏ nhưng dòng nước rất trong và mát với một hồ nơớc nhỏ thích hợp chu du khách bơi lội và tắm mát. Bạn có thể dễ dàng đến tham quan những ngọn thác này trên một chuyến tàu đặc biệt của ngành đường sắt Thái Lan vào cuối tuần hoặc vào những ngày lễ lớn.
- Công viên lịch sử Prasat Mueng Sing

Tọa lạc trên diện tích hơn 1000 m 2, Prasat Muang Sing là công viên lịch sử đầu tiên của Thái Lan. Với ảnh hưởng của kiến trúc Khmer, di sảm văn hóa này được xây dựng vào thế kỷ thứ 12-14 trước công nguyên hoặc cuối thời kỳ Lopburi.Với kiến trúc tráng lệ, cung điện được bao quanh bởi những bức tường bằng đá ong, hệ thống hào nước và những bờ thành thoai thoải bằng đất sét. 
- Động Thamlot
- Sangkhla Buri
- Đập Vachiralongkorn và thị trấn Badan
- Khúc quanh tử thần ở hang Krasea
- Động Lava

## Giao thông
Giao thông tới Kanchanaburi thật sự thuận lợi, thế nhưng du lịch tại Kanchanaburi chưa được nổi tiếng. Có thể tới Kanchanaburi bằng tàu hoả, xe bus và thuê xe riêng từ Bangkok. Xe bus chạy hàng ngày từ Đường Khaosan, cứ 20 phút có một chuyến, tới Kanchanaburi sau 2h và ngược lại, giá vé hạng nhất có điều hoà là 70baht. Tàu hoả là phương tiện không mấy tiện nghi cho khách du lịch. Đi lại trong thành phố bằng xe ôm, xe xích lô, tuktuk hoặc thuê xe gắn máy giá từ 200baht tới 500baht/ ngày tuỳ loại xe. 